# Marcel Yatilman
Marcel Yatilman (ur. 1985) – mikronezyjski zapaśnik walczący w oby stylach. Złoty i srebrny medalista igrzysk Pacyfiku w 2007. Triumfator miniigrzysk Pacyfiku w 2005. Drugi i trzeci na igrzyskach mikronezyjskich w 2006 i trzeci w 2018. Mistrz i wicemistrz Oceanii w 1995 roku.
Reprezentował stan Chuuk.